# Karol Kowalski (inżynier)
Karol Jan Kowalski – polski naukowiec, dr. hab. inż. nauk technicznych o specjalności budownictwo drogowe. Profesor uczelni na Wydziale Inżynierii Lądowej Politechniki Warszawskiej.

## Życiorys
Absolwent XIV Liceum Ogólnokształcącego im. Stanisława Staszica w Warszawie (1997). W czerwcu 2002 ukończył studia magisterskie na Wydziale Inżynierii Lądowej Politechniki Warszawskiej. 15 grudnia 2007 na Uniwersytecie Purdue obronił rozprawę doktorską pt. Influence of Mixture Composition on the Noise and Frictional Characteristics of Flexible Pavements, a 28 września 2016 na WIL PW uzyskał habilitację na podstawie dorobku naukowego i cyklu publikacji tematycznie powiązanych pt. Zagadnienia materiałowo-technologiczne w zrównoważonym budownictwie drogowym. Od 2017 zatrudniony na stanowisku profesora nadzwyczajnego na PW. W latach 2016–2019 zastępca dyrektora Instytutu Dróg i Mostów WIL PW, dyrektor Instytutu od 2020. Zajmuje się zagadnieniami materiałowo-technologicznymi w zrównoważonym budownictwie drogowym, a jego prace badawcze dotyczą bezpiecznych, trwałych i cichych nawierzchni drogowych.
W latach 2012–2015 członek Sekcji Inżynierii Komunikacyjnej Komitetu Inżynierii Lądowej i Wodnej PAN. Od 2017 członek Rady Naukowej przy Generalnym Dyrektorze Dróg Krajowych i Autostrad. Ekspert Komisji Europejskiej ds. oceny projektów z zakresu infrastruktury transportowej. Członek pierwszej Rady Uczelni PW w kadencji 2019–2020 i w kadencji 2021–2024. Członek Senatu PW w kadencjach 2012–2016 i 2016–2020.
Jest laureatem wielu stypendiów i nagród instytucji krajowych i zagranicznych, m.in. stypendium Fulbrighta.

## Wybrane publikacje
- Kowalski K., Król J., Radziszewski P., Piłat J., Sarnowski M., Liphardt A., Pokorski P., Innowacyjna technologia nawierzchni drogowych o obniżonej emisji hałasu, Mostostal, Warszawa 2015, ISBN 978-83-939898-1-2.
- Radziszewski P., Piłat J., Sarnowski M., Król J., Kowalski K., Nawierzchnie asfaltowe na obiektach mostowych, Oficyna Wydawnicza Politechniki Warszawskiej, Warszawa 2016, ISBN 978-83-7814-538-7.
- Radziszewski P., Sarnowski M., Król J., Kowalski K., Ruttmar I., Zborowski A., Właściwości asfaltów modyfikowanych gumą i mieszanek mineralno-gumowo-asfaltowych, Wydawnictwo Komunikacji i Łączności, Warszawa 2017, ISBN 978-83-206-1985-0.
- Kowalski K., Influence of Mixture Composition on the Noise and Frictional Characteristics of Flexible Pavements, ProQuest, 2007.